# Viața noastră Volumul 1
Viața noastră Volumul 1 (1995-2005) este al 10-lea album (Volumul 1 din 2) al trupei B.U.G. Mafia. A fost lansat la data de 2 februarie 2006 la casa de discuri Casa Productions / Cat Music / Media Services. 
Apare primul volum din albumul aniversar „Viața noastră Volumul 1”. Conține 14 dintre cele mai cunoscute piese ale trupei și o piesă nouă care dă numele albumului. Deși în mod normal, un album aniversar include hituri în forma lor inițială, totuși B.U.G. Mafia a hotărât să reînregistreze absolut toate piesele, deoarece până la un moment dat în România posibilitățile tehnice au fost destul de reduse. Toate vocile feminine au fost înlocuite, fiind preferată Adriana Vlad, selectată dintre câteva soliste. La acest album și-au mai adus aportul Villy și Cheloo. Părerea membrilor trupei este că toate piesele de pe album sună categoric mai bine, dar așteaptă și opinia fanilor. Înregistrările pentru acest album au început în 2004, fiind întrerupte pentru lansarea maxi-single-ului „Străzile”. La reluarea acestor înregistrări a început cu adevărat lucrul la albumul „Viața noastră Volumul 1”.
Surpriza pentru fani o constituie ediția specială a acestui album, într-un ambalaj de lux, care va conține un bonus de patru videoclipuri („Viața noastră”, „Românește”, „Un 2 și trei de 0”, ”Poezie de stradă”).
Membrii trupei în acea vreme erau: Caddy (Caddillac), Tataee, Uzzi și Swamp.

## Ordinea pieselor[5]
| Nr.             | Titlu                                                   | Autor(i)                                    | Text                          | Lungime |  |
| 1.              | „Viața noastră” (Feat. Adriana Vlad)                    | Tataee, Uzzi, Caddy, Swamp și Adriana Vlad  | Tataee, Caddy și Uzzi         | 4:02    |  |
| 2.              | „N-ai fost acolo”                                       | Tataee, Caddy, Uzzi și Swamp                | Tataee, Uzzi și Caddy         | 4:49    |  |
| 3.              | „Capu' sus” (Feat. Adriana Vlad)                        | Uzzi, Tataee, Caddy, Swamp și Adriana Vlad  | Uzzi, Caddy și Tataee         | 4:44    |  |
| 4.              | „Gherila P.T.M.” (Feat. ViLLy)                          | Caddy, Tataee, Uzzi, Swamp și ViLLy         | Caddy, Tataee și Uzzi         | 4:36    |  |
| 5.              | „Poezie de stradă (Remix)”                              | Tataee, Uzzi, Caddy și Swamp                | Uzzi, Tataee și Caddy         | 4:40    |  |
| 6.              | „Față-n față”                                           | Uzzi, Caddy, Tataee, și Swamp               | Uzzi, Caddy și Tataee         | 4:29    |  |
| 7.              | „Între noapte și zi” (Feat. Adriana Vlad)               | Tataee, Caddy, Uzzi, Swamp și Adriana Vlad  | Uzzi, Tataee și Caddy         | 4:10    |  |
| 8.              | „Românește”                                             | Tataee, Caddy, Uzzi și Swamp                | Uzzi, Tataee și Caddy         | 4:09    |  |
| 9.              | „Un 2 și trei de 0” (Feat. ViLLy)                       | Caddy, Tataee, Uzzi, Swamp și ViLLy         | Tataee, Caddy și Uzzi         | 4:40    |  |
| 10.             | „Până când moartea ne va despărți” (Feat. Adriana Vlad) | Tataee,Uzzi, Swamp și Adriana Vlad          | Caddy                         | 5:37    |  |
| 11.             | „Anturaju'”                                             | Uzzi, Tataee, Caddy și Swamp                | Uzzi, Tataee și Caddy         | 5:03    |  |
| 12.             | „De cartier” (Feat. Adriana Vlad)                       | Uzzi, Caddy, Tataee, Swamp și Adriana Vlad  | Caddy, Uzzi și Tataee         | 4:51    |  |
| 13.             | „Jucător adevărat” (Feat. ViLLy)                        | Caddy, Tataee, Swamp și ViLLy               | Caddy                         | 5:18    |  |
| 14.             | „Limbaj de cartier” (Feat. Cheloo)                      | Caddy, Tataee, Cheloo, Uzzi, Swamp și ViLLy | Tataee, Uzzi, Caddy și Cheloo | 6:01    |  |
| 15.             | „Pantelimonu' petrece” (Feat. Adriana Vlad)             | Caddy, Uzzi, Tataee, Swamp și Adriana Vlad  | Caddy și Uzzi                 | 4:03    |  |
| Lungime totală: | Lungime totală:                                         | Lungime totală:                             | Lungime totală:               | 71:12   |  |